# Richard Blunck (Architekt)
Richard Blunck (* 8. August 1873 in Heide (Holstein); † 26. Februar 1948 in Berlin) war ein deutscher Architekt und Baubeamter in Berlin.

## Leben und Werk
Richard Blunck wuchs als Sohn des Architekten und Maurermeisters Carl Heinrich Friedrich Blunck (1847–1874) und dessen Frau Anna Christina Blunck geb. Egge in Lübeck auf. Er besuchte den Realgymnasium-Zweig am Katharineum zu Lübeck bis zum Abitur Ostern 1892 und studierte Architektur an der Technischen Hochschule Charlottenburg. 1899 begann er nach dem ersten Staatsexamen den Vorbereitungsdienst als Regierungsbauführer und war beim preußischen Ministerium der öffentlichen Arbeiten in Berlin beschäftigt. 1901 wurde er nach dem bestandenen zweiten Staatsexamen zum Regierungsbaumeister (Assessor in der öffentlichen Bauverwaltung) ernannt. Er wurde 1903 jedoch auf eigenen Wunsch aus dem Staatsdienst entlassen. Zu der Zeit hatte er die Aufsicht beim Bau des Amtsgerichts Schöneberg. Er trat dann als Gemeindebaurat in den Dienst der (damals noch selbständigen) Gemeinde Steglitz und errichtete 1905 die Oberrealschule Steglitz. 1908 baute er sein einziges bis heute erhaltenes Werk, das Stadtbad Steglitz, Bergstraße 90, das unter Denkmalschutz steht. Im selben Jahr war er Mitglied des Preisgerichts beim Architekturwettbewerb um „Entwürfe von Fassaden für ein Realgymnasium in Steglitz“. 1917 wurde ihm das Eiserne Kreuz 1. Klasse verliehen.

## Familie
Bluncks Brüder waren Ernst Claus Heinrich Blunck (1870–1958), der Architekt und Maurermeister wurde und das Geschäft des Vaters in Lübeck weiterführte, und Erich Blunck, der Architekt, Denkmalpfleger und Hochschullehrer in Berlin wurde. Richard Blunck heiratete 1904 Clara Pauline Wolff (1883–1965).

## Schriften
- Beschreibung des Neubaues des Paulsen-Realgymnasiums. Werner, 1910.